# Nationalsozialistisches Kraftfahrkorps
Il Nationalsozialistisches Kraftfahrkorps (NSKK) era una organizzazione del Partito Nazionalsocialista composta in origine da autisti, meccanici e motociclisti. Durante la guerra, fu incaricato delle riparazioni e dei trasporti dietro il fronte.

## Storia
Nate come organizzazione automobilistica delle Sturmabteilung, inizialmente si occupavano del trasporto delle camicie brune nei vari luoghi in cui erano previsti raduni e agitazioni organizzate dal partito. In seguito, con la conquista del potere, le originarie "Motor-SA" vennero trasformate in NSKK e si videro assegnare un ruolo che stava a metà fra l'Automobil Club e una organizzazione nazionale di scuola guida. Esso doveva infatti promuovere la "cultura dell'automobile" nel Terzo Reich, allestire corsi di guida e sicurezza stradale, diffondere guide, carte e piantine stradali e organizzare gite ed escursioni su quattro ruote.

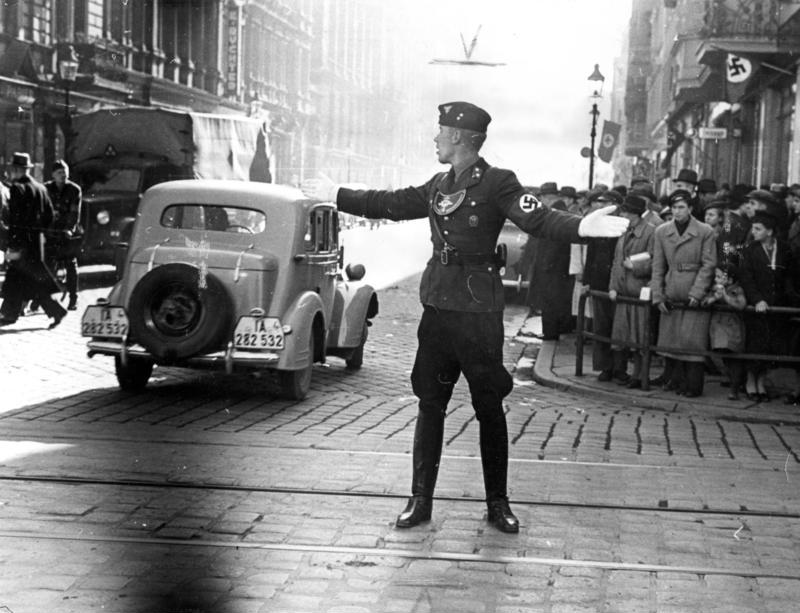
Un membro del NSKK dirige il traffico in Polonia occupata, ottobre 1939

Progressivamente, le compagnie del NSKK vengono trasformate in unità combattenti. In origine composte da fiamminghi, incorporano successivamente dei volontari francesi (circa 2500). Questi furono addestrati nel campo di Vilvoorde in Belgio. Saranno impegnati contro i partigiani nel Nord Italia e in Croazia. In seguito una buona parte raggiungerà i ranghi della divisione Charlemagne nel 1944.

## Membri famosi
Fecero parte del NSKK: Albert Bormann (fratello di Martin Bormann), Franz Josef Strauß, Hans Globke, Carl Eduard von Sachsen-Coburg und Gotha e il principe Bernardo dei Paesi Bassi.

## Gradi di servizio (1940-1945)
1. NSKK-Anwärter &  NSKK-Sturmmann
2. NSKK-Obersturmmann
3. NSKK-Rottenführer
4. NSKK-Scharführer
5. NSKK-Oberscharführer
6. NSKK-Truppführer
7. NSKK-Obertruppfüher
8. NSKK-Haupttruppführer
9. NSKK-Sturmführer
10. NSKK-Obersturmführer
11. NSKK-Hauptsturmführer
12. NSKK-Staffelführer
13. NSKK-Oberstaffelführer
14. NSKK-Standartenführer
15. NSKK-Oberführer
16. NSKK-Brigadeführer
17. NSKK-Gruppenführer
18. NSKK-Obergruppenführer
19. NSKK-Korpsführer.